# Air Alsie
Air Alsie – duńskie czarterowe linie lotnicze z siedzibą w Sønderborg (na wyspie Als). 

## Historia
W 1988 roku pilot i biznesmen Jens Østerlund założył Air Alsie, które na przestrzeni kilkunastu lat stały się największymi skandynawskimi liniami czarterowymi i 5. w Europie.
W 1998 roku Henrik Therkelsen (były mechanik, a później manager w Duńskich Siłach Powietrznych) został mianowany dyrektorem generalnym Air Alsie, zastępując na stanowisku właściciela i założyciela linii.
W 2005 roku linie otworzyły swoje biuro w Genewie (Szwajcaria), a trzy lata później w Wiedniu (Austria) co umożliwiło sprzedaż usług transportowych po niższych cenach na rynkach tych krajów.
W 2010 roku przedstawiciele Air Alsie podpisały porozumienie z Air Partner, które tym samym stało się przedstawicielem Air Alsie  na rynku rosyjskim.
W 2011 linie zatrudniały ponad 100 pracowników i miały we flocie 17 samolotów.

## Flota
Flota Air Alsie - stan na sierpień 2011.
| Model                  | Ilość | Liczba pasażerów | Zasięg  |
| ---------------------- | ----- | ---------------- | ------- |
| Falcon 7X              | 2     | 13-14            | 9575 km |
| Falcon 2000EX EASy     | 2     | 8-12             | 6115 km |
| Falcon 2000LX          | 6     | 10-12            | 6420 km |
| Falcon 2000            | 2     | 12               | 4830 km |
| Hawker 800B*           | 1     | 9                | 3700 km |
| Hawker 800XP           | 1     | 8                | 3540 km |
| Cessna Citation XLS    | 1     | 8                | 3060 km |
| Cessna Citation Jet II | 1     | 5                | 2250 km |
| Cessna Citation        | 1     | 5                | 1690 km |

* - używany jest jako powietrzny ambulans przez norweski Global Medical Support.